# Our House (Madness-Lied)
Our House ist ein Lied der Band Madness aus dem Jahr 1982, das von Chris Foreman und Carl Smyth geschrieben wurde. Es erschien auf dem Album The Rise & Fall. In Deutschland erlangte das Lied auch in diversen deutschsprachigen Coverversionen unter dem Titel Unser Haus größere Bekanntheit.

## Geschichte
Im Mittelpunkt des Liedes steht eine gewöhnliche Durchschnittsfamilie, die in einem Einfamilien-Reihenhaus wohnt. Carl Smyth wurde durch sein eigenes Elternhaus inspiriert. Aufgrund finanziell prekärer Situationen mussten viele Familien in kleinen Häusern zusammenleben.
Die Veröffentlichung fand am 12. November 1982 statt, in Kanada in Neuseeland und Schweden wurde der  Pop/New-Wave-Song ein Nummer-eins-Hit. Our House war das Titellied der von 1985 bis 1986 auf CITV laufenden britischen Kinderserie Dodger, Bonzo and the Rest. Die von 2005 bis 2014 laufende RTL-Dokusoap Unsere erste gemeinsame Wohnung verwendete das Lied als Titelmelodie.
Bei der Schlusszeremonie der Olympischen Sommerspiele 2012 in London führte Madness das Lied Our House auf.

## Musikvideo
Die Handlung des Musikvideos ist an den Songtext angelehnt. Während die Familie im Video den Handlungsablauf im Lied nachstellt, spielen Madness mit Musikinstrumenten das Lied an den Handlungsorten, und im Clip sind auch andere Häuser sowie auch der Buckingham Palace zu sehen. Der Drehort war am Bahnhof Willesden Junction.

## Rezeption
Während Madness in ihrem Heimatland Großbritannien zahlreiche Erfolge feierten, ist Our House sowohl in den USA als auch im deutschsprachigen Raum ihr mit Abstand bekanntester Song geblieben.
Jo-Ann Greene von Allmusic sieht das Lied als eine „musikalische Hommage an The Kinks“ und als einen „nostalgischen Rückblick auf die Perfektion der Kindheit“ an.
In der 2010 in den USA gesendeten Folge It's the Great Pancake, Cleveland Brown – Anspielung auf die Folge It's the Great Pumpkin, Charlie Brown (Der große Kürbis) von den Peanuts – der Cleveland Show, wird der Refrain „Our House in the middle of the street“ als Zitat von Cleveland und Donna Brown verwendet.
Der Titel des 2015 im Blumenbar-Verlag erschienenen Romans Auerhaus von Bov Bjerg, in dem der Madness-Song eine Erwähnung findet, spielt lautmalerisch auf das Lied Our House an.

### Chartplatzierungen
| ChartsChartplatzierungen       | Höchstplatzierung | Wochen |
| ------------------------------ | ----------------- | ------ |
| Deutschland (GfK)              | 8 (33 Wo.)        | 33     |
| Schweiz (IFPI)                 | 4 (7 Wo.)         | 7      |
| Vereinigte Staaten (Billboard) | 7 (19 Wo.)        | 19     |
| Vereinigtes Königreich (OCC)   | 5 (15 Wo.)        | 15     |

| ChartsJahrescharts (1983)      | Platzierung |
| ------------------------------ | ----------- |
| Deutschland (GfK)              | 39          |
| Vereinigte Staaten (Billboard) | 53          |

### Auszeichnungen für Musikverkäufe
| Land/Region                  | Auszeichnungen für Musikverkäufe (Land/Region, Auszeichnung, Verkäufe) | Verkäufe |
| ---------------------------- | ---------------------------------------------------------------------- | -------- |
| Kanada (MC)                  | Gold                                                                   | 50.000   |
| Spanien (Promusicae)         | Gold                                                                   | 30.000   |
| Vereinigtes Königreich (BPI) | Platin                                                                 | 600.000  |
| Insgesamt                    | 2× Gold · 1× Platin ·                                                  | 680.000  |

## Coverversionen
- 1996: Whale
- 2004: Big Brother Allstars (Unser Haus)
- 2007: Die Rockys (Unser Haus)
- 2009: Kid British (Our House Is Dadless)
- 2020: American Hi-Fi